# Kazair West
КазЕйр Вест — колишня казахстанська авіакомпанія, що базується в Атирау.
Авіакомпанія створена в 1996 році як закрите акціонерне товариство. У 2010 році припинила діяльність.

## Флот
- Ту-134 — 2
- Як-40 — 2
- L-410UVP-E — 2
- Мі-8МТВ — ?
- Мі-8-ПС-9 — ?